# Pericardio
El pericardio, (del griego περι,alrededor, y κάρδιος, corazón) es la membrana serosa que recubre al corazón. Corresponde a la capa externa del corazón. Es una membrana fibroserosa de dos capas que envuelve al corazón y a los grandes vasos separándolos de las estructuras vecinas. Forma una especie de bolsa o saco que cubre completamente al corazón y se prolonga hasta las raíces de los grandes vasos. Tiene dos partes, el pericardio seroso y pericardio fibroso.
En conjunto recubren a todo el corazón para que este no tenga alguna lesión y le permite desplazarse libremente.
Se encuentra situado en el mediastino medio, se une al diafragma por el ligamento pericardiofrénico. Tiene forma de cono invertido (con la base abajo). Su cara externa, tanto por delante como por los lados posee formaciones adiposas. Su cara interna es la hoja visceral del pericardio seroso.

## Dimensiones
Se extiende desde la raíz de los grandes vasos hasta el diafragma, lateralmente desde una cavidad pleural hasta la otra y anteroposteriormente desde el esternón hasta el esófago. En su punto superior experimenta una reflexión de su lámina interna que proporciona la formación de la porción superficial.

## Partes
Una base y cuatro caras, una anterior, una posterior o mediastínica, una pleural derecha, una pleural izquierda y un vértice, origen de los grandes vasos.
La base es un triángulo con apex derecho y base izquierda que se encuentra asentada sobre el diafragma. En su ángulo posterior y derecho se encuentra la vena cava inferior. Contiene un espacio portal, compuesto por tejido conjuntivo, separa del diafragma detrás de la zona de adherencia, fijando al pericardio.
La cara anterior, se extiende debajo, desde el diafragma hasta la raíz vascular del corazón.
Es de forma triangular, donde el ángulo más agudo corresponde a la zona inferior e izquierda, la cual es el vértice del corazón.
Es oblicua de abajo hacia arriba y de adelante hacia atrás, dividiéndose en dos partes: una parte inferior o cardíaca, y otra parte superior o vascular.
En esta cara se pueden observar dos senos, que permiten el movimiento de los grandes vasos: el pericárdico oblicuo, posterior, a nivel de las venas pulmonares, y el pericárdico transverso, posterior, por detrás del surgimiento de la aorta y la arteria pulmonar.
La cara posterior es convexa, y verticalmente se extiende desde el diafragma hasta la arteria pulmonar derecha, transversalmente desde un hilio pulmonar hasta el otro, y entre las venas pulmonares derecha e izquierda; es menos alta que la cara anterior.
La cara derecha es vertical, estrecha y se extiende desde el diafragma hasta la vena cava superior. Reúne la cara anterior con la cara posterior. En esta, se encuentra un canal por debajo de la arteria pulmonar atravesada por la vena pulmonar derecha superior.
La cara izquierda se adapta a la forma del borde izquierdo del corazón. Es convexa, oblicua hacia arriba y hacia atrás y es atravesada por las venas pulmonares izquierdas.

## Ligamentos y otras estructuras
Ligamento frenopericárdico anterior, lateral derecho y lateral izquierdo, ligamentos esternopericardicos, ligamentos vertebropericardicos, lámina tirotimopericárdica, aparato adiposo pericárdico.

## Pericardio fibroso
El pericardio fibroso es la capa más externa del pericardio, es resistente e inextensible y cubre la lámina parietal del pericardio seroso. Consiste en una bolsa en forma de cono con su base en el diafragma. La base está unida al tendón central del diafragma. Anteriormente se une a la parte posterior del esternón mediante los ligamentos esternopericárdicos, manteniendo así la posición del corazón en la cavidad torácica. El pericardio fibroso se encuentra íntimamente unido a la hoja parietal del seroso. El saco también limita la distensión cardíaca. Los nervios frénicos que inervan el diafragma pasan sobre el pericardio fibroso y lo inervan en su recorrido.

## Pericardio seroso
El pericardio seroso se puede dividir en dos partes, visceral y parietal, separadas entre sí por la cavidad pericárdica y debido a reflexiones producidas en dos zonas: una reflexión superior, que rodea a las arterias, la aorta y el tronco pulmonar, y otra más posterior que rodea a las venas, las cavas y las pulmonares, tiene forma de J y el fondo de saco que se forma en el interior de la misma, es el seno pericárdico oblicuo, posterior a la aurícula izquierda.
Una comunicación entre las dos zonas de reflexión del pericardio seroso es el seno pericárdico transverso.
La capa interna, o visceral, también llamada epicardio, se separa del miocardio a nivel de los vasos coronarios.

## Irrigación y drenaje
El pericardio está irrigado por diversas ramas, de la arteria torácica interna, la pericardiofrénica, la frénica inferior, aorta torácica y arteriolas de las arterias bronquiales, tiroidea, imoesofágica y de la mediastinica las cuales son muy importantes.
Las venas del pericardio entran en el sistema ácigos: venas posteriores,en las venas frénicas superiores (venas laterales) y en la vena cava superior o braquiocefálica.
El drenaje linfático se debe a las caderas frénicas, traqueobronquiales inferiores y ganglios infradiafragmáticos.